# Be Prepared
Be Prepared (nella versione in italiano Sarò re) è un brano composto dall'artista britannico Elton John per il classico Disney Il Re Leone; il testo è di Tim Rice.

## Il brano
Proviene dall'album The Lion King Soundtrack, del 1994. È cantata da Jeremy Irons (nel ruolo di Scar), Cheech Marin, Jim Cummings e Whoopi Goldberg (in veste delle tre iene Shenzi, Banzai e Ed). Nella versione italiana, scritta da Ermavilo, Tullio Solenghi interpreta Scar, mentre i ruoli di Shenzi e Banzai sono affidati a Rita Savagnone e Marco Guadagno. Be Prepared (in italiano Siate Pronti) è cantata dagli antagonisti del film, e in particolar modo da Scar, che esorta un intero branco di iene a seguirlo nel suo piano di conquista del regno (uccidendo Simba e Mufasa); in cambio, promette di non far più soffrire loro la fame. In alcune scene, le iene sfilano davanti a Scar, emulando palesemente le marce naziste presenti nel documentario Il trionfo della volontà.
Il brano prosegue lo stile di altri classici Disney: molti, infatti, contengono un brano musicale cantato dal cattivo di turno (famoso è, per esempio, quello cantato da Rattigan in Basil l'investigatopo o quello eseguito da Gaston in La bella e la bestia). Il fatto che "Be prepared" sia anche il motto dello Scautismo genera una curiosa contrapposizione di significati di "essere preparati".
La musica del brano è udibile in una breve sequenza del film Il re leone 3 - Hakuna Matata, quando Timon e Pumbaa si ritrovano nel covo di Scar. Spaventati, i due amici cercano di dileguarsi senza farsi notare, imitando in maniera molto comica la parata delle iene.
Nel remake del 2019 appare in versione ridotta, sono tolti tutti i riferimenti a Hitler ed è più concentrata sulla vendetta e sulla rabbia. 
In realtà Jeremy Irons non ha cantato la canzone per intero, arrivando solo fino al verso "You won't get a sniff without me!". Il resto della parte cantata è stata realizzata da Jim Cummings, che ha imitato la voce di Irons praticamente alla perfezione facendo credere per tanti anni che la canzone fosse stata eseguita solo da Irons. Questo accade spesso con i film Disney e i doppiatori "stuntmen" non sono quasi mai accreditati.

### Versioni straniere
| Lingua                    | Autore                                       | Titolo                                      | Traduzione            |
| ------------------------- | -------------------------------------------- | ------------------------------------------- | --------------------- |
| Arabo                     | عبد الرحمن أبو زهرة (Abdul Rahman Abu Zahra) | "استعدوا" ("Astaeduu")                      | "Preparati"           |
| Armeno                    | Ավո Խալաթյան (Avo Khalatyan)                 | "Պատրաստվեք" ("Patrastvek’")                | "Preparati"           |
| Bulgaro                   | Николай Урумов (Nikolay Urumov)              | "Чакай знак" ("Chakay znak")                | "Aspetta il segno"    |
| Cantonese                 | 盧國雄 (Lo Kwok Hung)                        | "預備好" ("Jyu bei hou")                    | "Pronto"              |
| Ceco                      | Jiří Schmitzer                               | "Buď připraven"                             | "Sii pronto"          |
| Cinese                    | Sconosciuto                                  | "準備好" ("Zhǔnbèi hǎo")                    | "Preparati"           |
| Cinese (Taiwan)           | 丁達明 (Dīng Dámíng)                         | "快准备" ("Kuài zhǔn bèi")                  | "Preparati"           |
| Coreano                   | 이성훈 (Lee Seong-Hun)                       | "준비해" ("Junbihae")                       | "Preparati"           |
| Croato                    | Siniša Popović                               | "Budi jak"                                  | "Sii come"            |
| Danese                    | Stig Hoffmeyer                               | "Gør jer klar"                              | "Preparati"           |
| Ebraico                   | אלי גורנשטיין (Eli Gorenstein)               | "נתכונן" ("Nitkonen")                       | "Prepariamoci"        |
| Estone                    | Lauri Saatpalu                               | "Küll siis näed"                            | "Vedrai"              |
| Finlandese                | Jukka-Pekka Palo                             | "Vallan saan"                               | "Ottengo il potere"   |
| Francese                  | Jean Piat                                    | "Soyez prêtes"                              | "Sii pronto"          |
| Giapponese                | 壤晴彦 (Jō Haruhiko)                         | "準備しておけ" ("Junbi shite oke")          | "Essere preparato"    |
| Greco                     | Αλέξανδρος Σταυράκης (Aléxandros Stavrákis)  | "Υπ'ατμόν" ("Yp'atmón")                     | ?                     |
| Hindi                     | Sconosciuto                                  | "हो तैयार" ("Ho tayyar")                       | "Sii pronto"          |
| Indonesiano               | Ojay Surawinata                              | "Bersiaplah"                                | "Preparati"           |
| Islandese                 | Jóhann Sigurðarson                           | "Viðbuin öll"                               | "Pronto ad andare"    |
| Malaysiano                | Sconosciuto                                  | "Bersedia"                                  | "Pronto"              |
| Norvegese                 | Even Stormoen                                | "Vær beredt"                                | "Essere preparato"    |
| Olandese                  | Arnold Gelderman                             | "Sta paraat"                                | "Essere preparato"    |
| Persiano                  | Sconosciuto                                  | "آماده باشین" ("Āmāde bāšin")               | "Essere preparato"    |
| Polacco                   | Marek Barbasiewicz                           | "Przyjdzie czas"                            | "Il momento verrà"    |
| Portoghese                | Rogério Samora                               | "Preparados"                                | "Preparato"           |
| Portoghese (Brasile)      | Jorgeh Ramos                                 | "Se preparem"                               | "Preparatevi"         |
| Rumeno                    | Bogdan Tudor                                 | "Pregătiţi"                                 | "Preparato"           |
| Russo                     | Юрий Лазарев (Yuriy Lazarev)                 | "Будем ждать" ("Budem zhdat'")              | "Aspetterò"           |
| Serbo                     | Срђан Чолић (Srđan Čolić)                    | "На моj знак" ("Na moj znak")               | "Sul mio segno"       |
| Slovacco                  | Marián Slovák                                | "Dám signal"                                | "Darò un segnale"     |
| Sloveno                   | Mitja Šedlbauer                              | "Bliža se"                                  | "Si sta avvicinando"  |
| Spagnolo                  | Jordi Doncos                                 | "Preparaos"                                 | "Preparati"           |
| Spagnolo (America Latina) | Carlos Petrel                                | "Listos ya"                                 | "Pronto"              |
| Svedese                   | Rikard Wolff                                 | "Var beredd"                                | "Essere preparato"    |
| Tedesco                   | Thomas Fritsch                               | "Seid bereit"                               | "Sii pronto"          |
| Thailandese               | ปรัชญ์ สุวรรณศร (Prat Suwannason)               | "จงเตรียมพร้อมเถอะ" ("Cng terīymphr̂xm t̄hexa") | "Essere preparato"    |
| Turco                     | Şahin Çelik                                  | "Hazır olun"                                | "Preparati"           |
| Ucraino                   | Володимир Терещук (Volodymyr Tereshchuk)     | "Час настав" ("Chas nastav")                | "È giunto il momento" |
| Ungherese                 | Kristóf Tibor                                | "Készülj hát"                               | "Quindi preparati"    |
| Zulu                      | Victor Masondo                               | "Zilungeselele"                             | "Essere preparato"    |

### Testo tagliato
Nella versione originale, prima di cominciare effettivamente la canzone, Scar esordisce con un soliloquio:
Nel testo precedente, Scar intuisce che le iene, sebbene animali stupidi e insignificanti, possono aiutarlo a conquistare la Savana. Ciò crea un'incongruenza, poiché Scar aveva già utilizzato le iene per i suoi malefici scopi. Perciò gli autori decisero di tagliare il soliloquio del leone e di far partire immediatamente la canzone.

## Prima versione
Originariamente nel film, la canzone Be Prepared avrebbe dovuto avere una ripresa che sarebbe dovuta essere utilizzata durante l'insediamento di Scar come nuovo re della Savana. Intuendo che ciò avrebbe rovinato l'atmosfera drammatica della situazione (il cordoglio per la morte di Mufasa), gli autori inserirono la canzone nella scena in cui Scar cercava di convincere Nala ad essere la sua regina, finendo poi per esiliarla al suo rifiuto. Quest'ultima sequenza, però, non venne usata nel film, poiché giudicata troppo hard dalla censura americana, ma è presente sotto forma di storyboard su Internet.